# Золота гілка
«Золота гілка: Дослідження магії і релігії» (англ. The Golden Bough: A Study in Magic and Religion) — порівняльне дослідження міфології і релігії, написане шотландським антропологом сером Джеймсом Джорджем Фрейзером у 1890 році.
Книга справила великий вплив на модерністські літературні інтерпретації міфології та релігії, проте в наукових колах здебільшого визнана слабко аргументованою та однобокою.

## Зміст

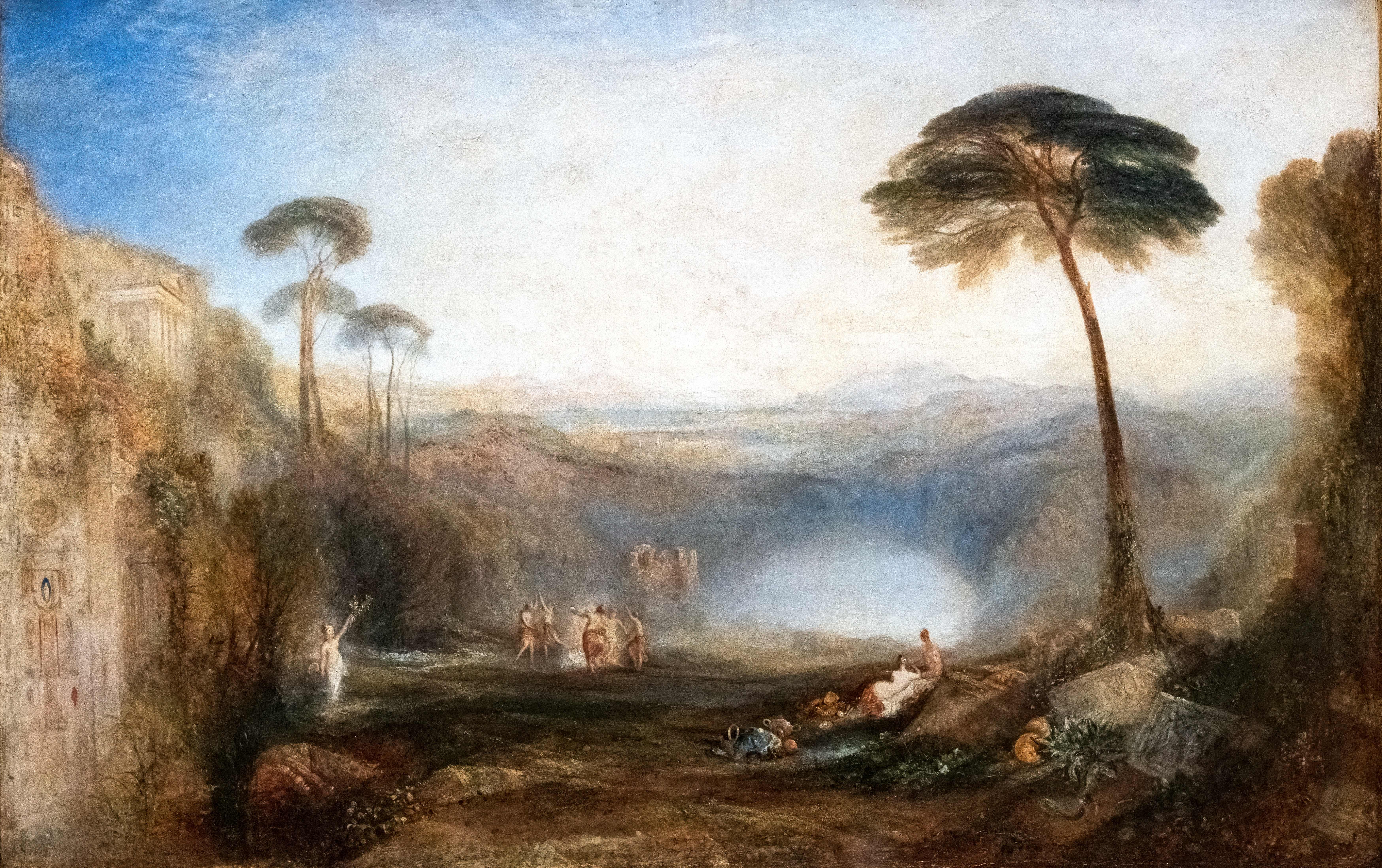
«Золота гілка» Вільяма Тернера

Назва праці взята від картини Вільяма Тернера «Золота гілка», що присвячена епізодові з епосу Вергілія про міфічного героя Енея. Від опису ландшафту Фрейзер переходить до спроби пояснення давньогрецького культу Діани Немейської, жерцем якої міг стати тільки той, хто уб'є попереднього жерця. Дослідник розглядає суміщення в стародавніх народів функцій царя і жерця та детальніше зупиняється на місці магії в культурі. Фрейзер виділяє два типи магії: гомеопатичну (засновану на подібності речей) та контагіозну (засновану на контакті речей).
Виходячи з цієї типології, Фрейзер пояснює виникнення поклонінь предметам і істотам, табу, жертвопринесень, уявлень про душу і її перевтілення тощо. Наприклад, родючість дерева ототожнюється з родючістю жінки, а завдання шкоди символу істоти, схожому на неї, нібито завдає шкоди і самій істоті. З часом такі уявлення та дії розвиваються в релігію з її канонами та обрядами. Міфи Фрейзер розглядає як своєрідну первісну науку, що мала на меті обґрунтувати походження і проведення існуючих магічних ритуалів. Дослідник вказує на існування численних ритуалів і серед його сучасників.
Повертаючись до міфу про Енея, дослідник ілюструє свої ідеї тим, що Золота гілка — це омела, якій в силу золотистого кольору приписувалася здатність знаходити золото та, через схожість з вогнем, відганяти недругів, а Цар лісу, в якого її слід було забрати — дух дуба, поклоніння котрому було поширене в народів Європи. Завершується праця роздумом про те, чи будуть назавжди магічні уявлення замінені науковими, чи можливо цивілізація знову повернеться до магічного мислення.

## Вплив
«Золота гілка» надихнула велику частину художньої літератури кінця XIX — першої половини XX ст. Поет і дослідник міфології Роберт Грейвс адаптував концепцію Фрейзера про царя, принесеного в жертву на благо царства, до романтичної ідеї про страждання поета заради своєї Музи-богині, що відображено в його книзі «Біла богиня» (1948). Вільям Батлер Єйтс посилається на тезу Фрейзера у своїй поемі «Плавання до Візантії» (1928). На розуміння релігії письменником жахів Говардом Лавкрафтом вплинула «Золота гілка», і Лавкрафт згадує цю книгу у своєму оповіданні «Поклик Ктулху» (1928). Томас Еліот зазначав про свою заборгованість перед Фрейзером у своїй першій примітці до поеми «Безплідна земля» (1922). Вільям Карлос Вільямс посилається на «Золоту гілку» у поемі «Патерсон» (1946). «Золота гілка» вплинула на працю Зигмунда Фрейда «Тотем і табу» (1913) та Карла Юнга. Вплив книги присутній у творчості романістів Джеймса Джойса, Ернеста Гемінгвея, Вільяма Ґеддіса та Девіда Лоуренса.
Міфолог Джозеф Кемпбелл спирався на «Золоту гілку» в книзі «Тисячоликий герой» (1949), в якій він прийняв думку Фрезера про те, що міфологія є примітивною спробою пояснити світ природи, хоча вважав таке розуміння міфології неповним.
У фільмі Френсіса Форда Копполи «Апокаліпсис сьогодні» (1979) показано антагоніста Курца з книгою в його лігві, а його смерть зображена як ритуальне жертвопринесення.

## Критика
Сам Джеймс Фрейзер описував свою книгу так: «Книги, подібні до моєї, лише спекуляції — рано чи пізно будуть замінені (що швидше, то краще заради істини) кращою індукцією, заснованою на повніших знаннях».
Польський антрополог Броніслав Маліновський відгукувався про книгу: «Невдовзі, коли я почитав цю велику працю, я занурився в неї і був нею поневолений. Тоді я зрозумів, що антропологія, представлена сером Джеймсом Фрейзером, це велика наука, що заслуговує такої ж відданості, як і будь-яке з її старших і точніших досліджень, і я пов'язався зі служінням антропології Фрейзера». Джозеф Кемпбелл описував роботу Фрейзера як «монументальну», хоча й однобоку. Антрополог Вестон Ла Барр описав Фрейзера як «останнього зі схоластів» у книзі «Людина-тварина» (1955) і згадував, що робота Фрейзера була «розширеною приміткою до рядка у Вергілія, який він відчував, що не розуміє».
Гілберт Маррі назвав «Золоту гілку» найбільш нищівним нападом на християнство з часів Вільяма Ґодвіна за трактування християнства як прямого продовження примітивних вірувань, яке не має жодних привілеїв над іншими віруваннями.
Американський психолог Роберт Акерман писав, що «Золота гілка» справила «непропорційний» вплив на письменників, але значно менший на представників академічної соціальної антропології.
Британський антрополог Годфрі Лінхардт вважав, що інтерпретаціям первісної релігії Фрейзера не варто довіряти, бо це «не набагато більше, ніж правдоподібні конструкти власного вікторіанського раціоналізму [Фрейзера]».
Людвіг Вітгенштайн у своїх «Зауваженнях про „Золоту гілку“ Фрейзера» (1967) писав: «Фрейзер набагато дикіший, ніж більшість його „дикунів“; його пояснення обрядів набагато грубіші, ніж сенс самих обрядів». Британський соціальний антрополог Едмунд Ліч різко критикував міркування Фрейзера, стверджуючи, що той вільно маніпулював доказами, добираючи лише ті, що вписуються в його концепцію, і відкидаючи інші: «щоразу, коли докази не збігалися, він просто змінював докази!».
Рене Жирар, французький історик, літературознавець і філософ соціальних наук, відзначав систематичність ідей Фрейзера, де вбивство царя-жерця є ключовим ритуалом. Однак, зауважував, що інтерпретації цього ритуалу суперечать даним етнології.
Американська феміністка, критик Каміль Палья зазначала, що книга Фрейзера «надихаюча», проте однотомне скорочене видання «Золотої гілки» є «улесливим» і його слід «уникати, як чуми».

## Видання
Повне видання книги налічує 10 томів, що друкувалися з 1890 року по 1915. Під тиском тодішніх релігійних критиків Фрейзер у третьому виданні виніс аналіз розп'яття Христа в додаток. Аналіз християнства було виключено зі скороченого однотомного видання 1922 року. В скороченому виданні 1994 року його повернено.